# Louboutins
"Louboutins" je pjesma američke R&B pjevačice Jennifer Lopez. Objavljena je kao prvi službeni singl s njenog sedmog studijskog albuma Love?. Pjesmu su napisali i producirali Grammyjem nagrađeni duo The-Dream i Tricky Stewart za R&B pjevačicu Brandy, no ona je izbačena iz Epic Recordsa i pjesma je dana Lopez.
Pjesma je sličnija Lopezinim ranijim electro/dance pjesmama, nego R&B pjesmama s njenog prethodnog albuma Brave. Tekst pjesme govori o djevojci koja je prekinula vezu s dečkom, dotjeruje se [obuje svoje Louboutinsice] te ode u grad na zabavu. Pjesma je centrirana oko riječi Louboutins, koja dolazi oko marke cipela poznatog dizajnera cipela, Christiana Louboutina.
Premijera pjesme bila je 22. studenog 2009. godine na dodjeli American Music Awardsa, a radijska premijera sljedećeg dana u radio emisiji On Air With Ryan Seacrest na KISS-FM-u. Dana 21. prosinca pjesma je postala dostupna za digitalni downlaod preko američkog iTunesa. Dva mjeseca nakon objave, pjesma je debitirala na 50-om mjestu američke top liste Hot Dance Club Songs i s vremenom je dospjela do broja 1. Daljnje promocija pjesme neće biti, jer je Lopez napustila Epic Records. Lopezin producentski tim je pjesmu proglasio još jednom promotivnom pjesmom za album Love?.

## Pozadina
Tijekom intervjua s časopisom Rap-Up, producent Tricky Stewart je izjavio da s Lopez radi na novom studijskom albumu. Napomenuo je da su pjesmu "Louboutins" napisali on i The-Dream za album Afrodisiac R&B pjevačice Brandy. Nakon što je Brandy napustila Epic Records, pjesma je dana Lopez. "Louboutins" je druga pjesma koju je Lopez dobila od Brandy. Prva je pjesma "Ryde or Die" s Lopezinog albuma Rebirth. Stewart je za časopis Vibe izjavio da smatra da će singl biti veliki hit.
"Ako djevojke shvate pravo kao i preneseno značenje ove pjesme, mislim da će pjesma biti veliki hit. Dream i ja smo bili u nekoj prostoriji i oboje smo nešto tipkali po tipkovnicama i polako smo dobili ritam pjesme. nakon što je Brandy ispala iz Epic Recordsa nismo željeli da pjesma umre. kad je pjesmu čula Jennifer, odmah joj se svidjela i željela ju je. Louboutins mi je jedna od omiljenih pjesma na kojima sam radio."

## O pjesmi
Christian Louboutin je za Fashion Week Daily izjavio:
"Jennifer mi je rekla o pjesmi tijekom siječnja i bio sam veoma počašćen. Ali naravno, u Americi ljudi izgovaraju moje ime na milijun raznih načina. I Jennifer me nazvala i rekla: Slušaj, želim biti sigurna da dobro izgovaram. I bilo je tako, iz prvog pokušaja! zavolio sam pjesmu svojim srcem, ne zato što govorim o meni, nego zato što govori o djevojci i njenim cipelama... Moje se ime u pjesmi spominje preko 45 puta, vjerujte mi, brojio sam." Producentski tim Jennifer Lopez proglasio je pjesmu samo promotivnim singlom za album Love?, a prvi pravi singl s albuma izaći će u prvoj polovici 2010. godine.
U časopisu E! Online su komentirani stihovi pjesme. "Fraza "I'm throwing on my Louboutins" ponavlja se 8 puta po refrenu. Pomnoži li se to sa 4 ponavljanja dobijemo brojku od 32 ponavljanja riječi "Louboutins". Lopez je komentirala pjesmu u intervjuu za Rap-up.
"Jednostavno kada u vezi dođete do jedne točke kada shvatite: Čovječe moram se riješiti ove veze. Naprosto nije dobra za mene. Pjesma zapravo govori upravo o tome. Nije to cura koja bi plakala, zvala prijateljice da ju tješe, koja će se pretvarati da je nešto što zapravo nije. Ova će cura staviti svoju najsexy haljinu, najljepše Louboutinsice i napucat će svog dečka."

## Promocija
- 22. studenog 2009. – American Music Awards (izvedba uživo)[7]
- 23. studenog 2009. – On Air With Ryan Seacrest (radijska premijera)[8]
- 3. prosinca 2009. – Ellen Dengeneres Show (izvedba uživo)[9]
- 16. prosinca 2009. – So You Think You Can Dance (izvedba uživo)[10]
- 31. prosinca 2009. –  Dick Clark's New Year's Rockin' Eve with Ryan Seacrest (izvedba uživo, zajedno s pjesmama "Waiting for Tonight" i "Let's Get Loud")[11]

## Popis pjesama
Američki digitalni download
1. "Louboutins" - 3:46

Službeni remiksevi
1. "Louboutins" (Space Cowboy Radio Mix)
2. "Louboutins" (Space Cowboy Extended Mix)
3. "Louboutins" (Space Cowboy Instrumental)
4. "Louboutins" (Jody Den Broeder & Warren Rigg Radio Edit)
5. "Louboutins" (Jody Den Broeder & Warren Rigg Club Mix)
6. "Louboutins" (Jody Den Broeder & Warren Rigg Dub)
7. "Louboutins" (Cutmore Radio Mix)
8. "Louboutins" (Cutmore Club Mix)
9. "Louboutins" (Moto Blanco Radio Mix)
10. "Louboutins" (Moto Blanco Club Mix)
11. "Louboutins" (Moto Blanco Dub)

## Kritički osvrti

### Digital Spy
"Jučerašnja dodjela AMA nije bila o Taylor Bloody Swift, znate. Jennifer Lopez je iskoristila priliku u LA-u da lansira svoj novi singl "Louboutins". Sama pjesma je kombinacija producenata Trickya i The-Dreama, i tipičan je Lopezin dance stil. Na početku pjesme, Lopez ostavlja poruku "Boy, watch me walk it out, walk it out". Da budem iskren, pjesma nije hit koji će konkurirati klasicima kao što su "Play" ili "Love Don't Cost a Thing", ali pjesma je veoma originalna, za razliku od "Fresh Out The Oven, koja je u suradnji s Pitbullom objavljena prošli mjesec."

## Videospot
Videospot za pjesmu snimljen je tijekom siječnja 2010. godine. Poznati dizajner cipela Christian Louboutin je kreirao posebne cipele za video. Lopez je komentirala koncept videa:
"Bit će mnogo plesa. Definitivno želim video s puno plesa, jer već dugo nisam snimila takav. Video će govoriti o ženi koja je shvatila da treba okrenuti novu stranicu u životu. Iako zna da će joj zbog te odluke kasnije biti žao, drago joj je zbog te odluke. I tada ode iz kuće van, na zabavu, i vjerojatno uzme svoje Louboutinsice."
Krajem veljače 2010. godine objavljeno je da je Lopez napustila Epic Reords, a video vrlo vjerojatno neće biti objavljen.

## Uspjeh na top listama
Pjesma je debitirala na broju 50 američke top liste Hot Dance Club Play dva mjeseca nakon objave. Kroz nekoliko sljedećih tjedana, pjesma se popela do broja 1. Nije se plasirala ni na jednu drugu top listu. S dolaskom singla na broj 1 top liste Hot Dance Club Play, album Love? je postao Lopezin drugi album zaredom s kojeg su proizašla dva broj 1 dance hita. Love? je postao ujedno i peti Lopezin album s kojeg je proizašlo najmanje dva top 5 dance hita.

## Top liste
| Top liste (2010.)       | Najviša pozicija |
| ----------------------- | ---------------- |
| SAD Hot Dance Club Play | 1                |

## Povijest objavljivanja
| Država | Datum              | Format             |
| ------ | ------------------ | ------------------ |
| SAD    | 23. studenog 2009. | radijska premijera |
| SAD    | 8. prosinca 2009.  | ariplay            |
| SAD    | 21. prosinca 2009. | digitlani download |